# 弥勒市
弥勒市（みろく-し）は中華人民共和国雲南省紅河ハニ族イ族自治州に位置する県級市。

## 歴史
1275年（至元12年）、元により弥勒千戸所が設置された。1290年（至元27年）、弥勒千戸所は弥勒州と改められた。1770年（乾隆35年）、清により弥勒州は弥勒県と改められた。2013年1月24日に県級市の弥勒市に改編され現在に至る。

## 行政区画
3街道、9鎮、2郷を管轄する。
- 街道
  - 弥陽街道、太平街道、福城街道
- 鎮
  - 新哨鎮、虹渓鎮、竹園鎮、朋普鎮、巡検司鎮、西一鎮、西二鎮、西三鎮、東山鎮
- 郷
  - 五山郷、江辺郷

## 交通

### 鉄道

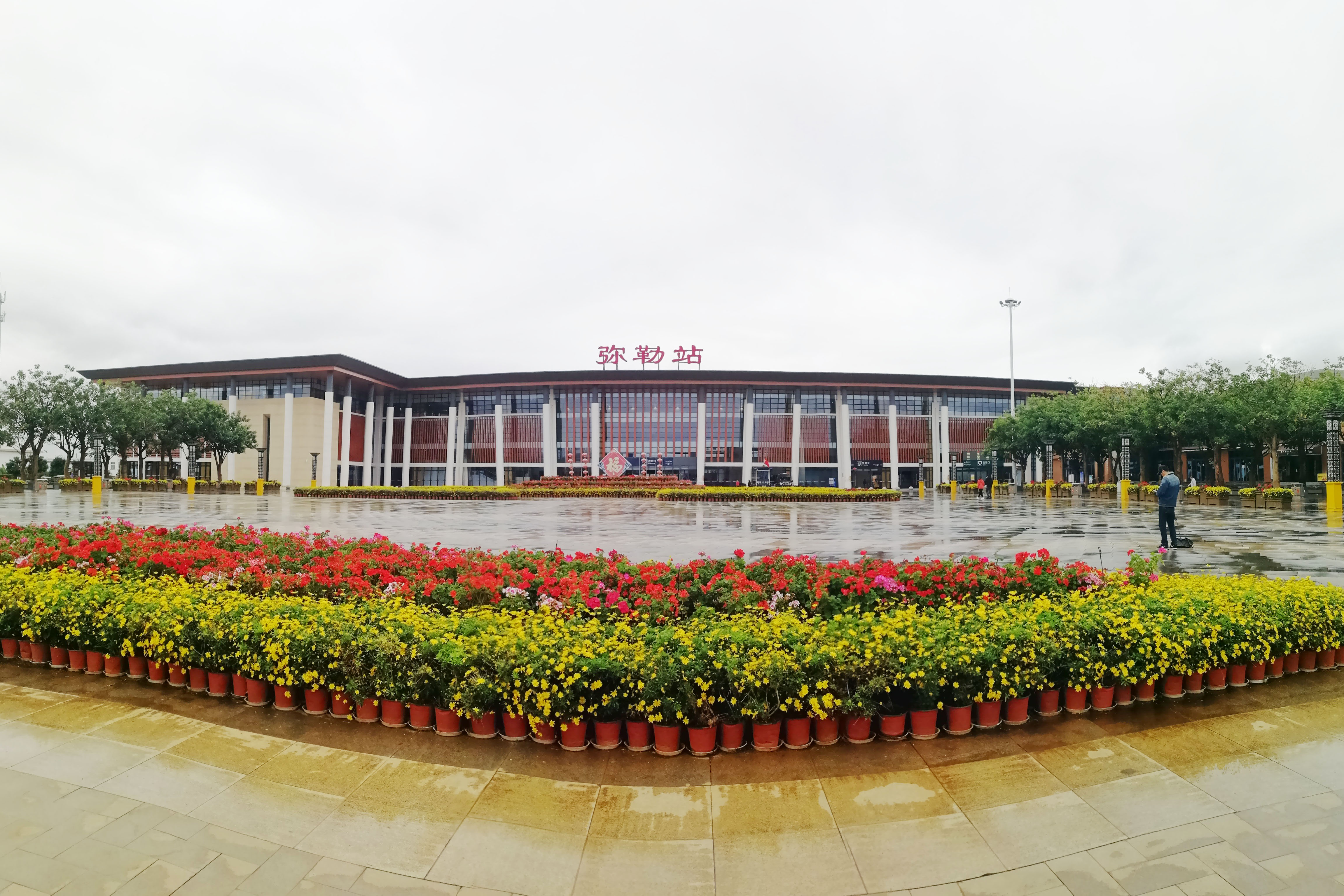
弥勒駅

- 中国国家鉄路集団
  - 南昆旅客専用線

（昆明方面）- 弥勒駅 - 弥勒東駅 -（南寧方面）
- - 弥蒙線

弥勒駅 - 竹園駅 - 朋普駅 -（蒙自方面）

### 道路
- 高速道路
  - 広昆高速道路
  - 開河高速道路
  - 瀘弥高速道路
- 国道
  - G326国道